# Eudy Simelane
Eudy Simelane (Joanesburgo, 11 de março de 1977 — Joanesburgo, 28 de abril de 2008) foi uma futebolista sul-africana que jogava pela Seleção Feminina de Futebol da África do Sul e uma ativista dos direitos LGBT. Ela foi estuprada e assassinada na cidade de KwaThema, Springs, Gauteng.
De quatro suspeitos, dois acabaram acusados e presos pelo crime: Thato Mphithi e Themba Mvubu.

## Carreira no futebol
Simelane jogava como meio-campo pelo Springs Home Sweepers F.C. e para a Seleção Feminina de Futebol da África do Sul. Ela também era treinadora de quatro times e estudava para ser juíza.

## O crime
O corpo parcialmente despido de Eudy foi encontrado em KwaThema no dia 28 de abril de 2008. Ela havia sido roubada, estuprada e morta por uma gangue, que também a havia agredido com violência, esfaqueando-a 25 vezes no rosto, peito e pernas. 
O julgamento dos quatro envolvidos começou em 11 de fevereiro de 2009, em Delmas, Mpumalanga, quando Thato Petros Mphiti foi sentenciado a 32 anos de prisão. Em setembro de 2009, Themba Mvubu foi condenado à prisão perpétua por homicídio, estupro e roubo. Thato e Themba foram os primeiros sul-africanos a serem condenados por "estupro corretivo" no país. Outros dois suspeitos, Khumbulani Magagulae e Johannes Mahlangu, foram absolvidos.
Durante o julgamento, os suspeitos disseram que apenas queriam roubá-la, mas como ela não tinha dinheiro e reconheceu um dos envolvidos, eles primeiro bateram nela, antes de esfaqueá-la e matá-la. Themba disse também que "não sentia remorso pelos seus crimes"  

## Ativista LGBT
Ela foi uma das primeiras pessoas a viver de forma aberta a sua opção sexual em KwaThema e usava sua fama como jogadora de futebol em prol do ativismo LGBT.
Um relatório da ONG internacional ActionAid, apoiado pela Comissão de Direitos Humanos da África do Sul, sugeriu que o assassinato foi um crime de ódio cometido contra ela por causa da orientação sexual.
Segundo a organização local de direitos dos homossexuais Triangle, as práticas de "estupro corretivo" (quando um homem estupra uma mulher para supostamente "curá-la") são amplamente praticadas na África do Sul.

## Atualizações
Em abril de 2016, a mãe de Eudy disse ao News24 que após longos oito anos, finalmente estava começando a se curar e a perdoar os envolvidos. 
Em agosto de 2018, o IOL relembrou a morte de Eudy com matéria "Nós relembramos Eudy Simelane". "Eudy nunca vai começar na profissão pela qual tanto ansiava. Ela nunca vai celebrar outro Natal, aniversário ou Mês da Mulher. Eudy nunca vai ver seus sonhos realizados.", escreveu o jornal. 
Em setembro de 2019 foi anunciado que a mãe de Eudy, Mally, estava concorrendo ao prêmio Feather Awards postumamente. Ela havia se tornado uma defensora dos direitos LGBT e falecido no mês de abril anterior. 